# 진 시버그
진 시버그(Jean Seberg, 1938년 11월 13일 ~ 1979년 8월 30일)는 미국의 배우다.

## 내력
아이오와 주 마셜타운에서 대리 교사인 도러시 알라인(Dorothy Arline)과 약사 에드워드 월드마 시버그(Edward Waldemar Seberg) 사이에서 태어났다. 영화 감독 오토 프레민저에게 발탁되어 17세 때 《성 잔 다르크》로 데뷔하였다. 1960년 장뤼크 고다르의 첫 감독 작품 《네 멋대로 해라》의 주연으로 등장한다.
이후 미국과 프랑스에서 30여 편의 영화에 출연했지만 히트작은 없었다.
개인적으로 민권 운동과 반전 운동에 심취해, 전국 유색 인종 향상 협회와 흑표당을 지원했다. 특히 1970년, 그녀의 임신에, 배의 아이는 그녀의 남편의 아이가 아니라, 흑표당 간부의 아이라는 소문이 전파되었다. 시버그는 결국 유산했지만, 아버지에 대한 소문을 부정하려고 기자 회견에서 유산 된 태아의 사진을 스스로 공표한다.
1979년 8월 실종되었으며, 11일 후 파리 교외의 차 안에서 숨진 채 발견되었다. 알코올로 인한 자살로 보이며, 손에 있던 유서에는 "용서하십시오. 또 나의 신경은 견딜 수 없습니다."라고 쓰여져 있었다. 시버그는 현재 파리의 한 묘지에 묻혀있다.

## 출연 작품
- 성 잔 다르크 (1957)
- 슬픔이여 안녕 (1958)
- 네 멋대로 해라 (1960)